# Ad Sof Halaylah
Ad Sof Halaylah é um filme de drama israelita de 1985 dirigido e escrito por Eitan Green. Foi selecionado como representante de Israel à edição do Oscar 1986, organizada pela Academia de Artes e Ciências Cinematográficas.

## Elenco
- Assi Dayan - Giora
- Yosef Millo - Bernard
- Orna Porat - Ruth
- Dani Roth - Dudi
- Haya Pik-Pardo - Sheri
- Lasha Rosenberg - Karen